# Кабрит, Вильгельм фон
Вильгельм Антон Фридрих фон Кабрит (также фон Кобрит; нем. Wilhelm Anton Friedrich von Cabrit; умер до 1807 года) — немецкий военный на русской службе. Брат Фёдора Фёдоровича Кабрита.
В службе с 1759 года. С 1780 г. в чине секунд-майора служил в Нарве, Выборге, Ревеле. По-видимому, принимал какое-то участие в Русско-шведской войне 1788—1790 годов. В 1793—1796 гг. командовал гарнизоном в городе Балтийский Порт. Дослужился до генерал-майора (с 5 октября 1798 года). Закончил службу в Саратове, в отставке с ноября 1799 года.
Оставил на немецком языке «Дорожник» (Unterschiedene Marschruhten) в форме дневника, пересказ этого источника содержится в книге «Описание рукописей Императорского Общества любителей древней письменности» (СПб., 1892, ч. 1, с. 293—300), подготовленной Х. М. Лопаревым; по мнению Лопарева, Кабрит сообщает ряд неизвестных по другим источникам подробностей Шведской войны, в том числе историю выезда Павла Петровича с инспекцией в Финляндию.